# 绿色方案
绿色方案（德語：Fall Grün）是第二次世界大战之前，德国针对捷克斯洛伐克的一项侵略战争计划。该计划中的一些心理战和准军事行动得到执行，但慕尼黑协议导致未能按计划开战。

## 背景
该计划在1937年末初次起草，后因变化的军事形势和条件而修改，最后的修订版本预定于1938年9月28日发起攻击。但法国和英国不愿为捷克斯洛伐克开战，且在政治意愿上对德国绥靖，该计划推迟执行。
1938年9月30日，《慕尼黑协定》签订之后，该计划被彻底抛弃。

## 后续
割让边境地区给德国、波兰和匈牙利后，捷克斯洛伐克失去了其边界的大部分防御工事，且再也无力抵抗入侵之敌。1939年3月15日，德国侵占捷克斯洛伐克的捷克部分（东南行动）及附属的波希米亚、摩拉维亚和捷克属西里西亚。德国给予了斯洛伐克名义上的独立性，并扶持约瑟夫·蒂索作为卫星国的首脑。
其名称“绿色方案”后来被分配给入侵爱尔兰的计划。

## 心理战
绿色方案的计划中，心理战对捷克斯洛伐克与其盟友皆举足轻重。在该国境内，对捷克斯洛伐克政府及民众施以恐吓，瓦解其抵抗意志；原本多为德国人的德裔少数族人，则应在内部削弱和扰乱该国。
在国际上，纳粹心理战和宣传战协调一致，使该国陷入孤立无援、国防无望的地步。现代的传播方式（特别是无线电）在心理战中发挥了关键作用。在捷克斯洛伐克内部，纳粹德国也依赖于利用苏台德地区德国党及其准军事组织“Freiwilliger Schutzdienst”。

## 未宣战的德国-捷克斯洛伐克战争
1938年9月17日，希特勒下令设立准军事组织蘇台德德意志自由軍團，其接替了捷克斯洛伐克的德裔组织Freiwillinger Schutzdienst/Ordnersgruppe；后者因涉及大量恐怖主义活动，而被当局在前一天解散。该组织由德国当局保护、训练和武装，并进入捷克斯洛伐克领土，进行了跨境的恐怖主义行动。
据《公约》对侵略的定义，捷克斯洛伐克总统爱德华·贝奈斯 和捷克斯洛伐克流亡政府视1938年9月17日为未宣战的德国-捷克斯洛伐克战争的开端。捷克共和国宪法法院也于1997年认定这种理解。